# Epicharmus (geslacht)
Epicharmus is een geslacht van Phasmatodea uit de familie Phasmatidae. De wetenschappelijke naam van dit geslacht is voor het eerst geldig gepubliceerd in 1875 door Carl Stål.

## Soorten
Het geslacht Epicharmus  is monotypisch en omvat slechts de volgende soort:
- Epicharmus marchali (Serville, 1838)